# Überbrückungshilfe
Überbrückungshilfe ist eine finanzielle Unterstützung für österreichische Bundes- und Landesbedienstete nach ihrem Ausscheiden aus dem öffentlichen Dienst, sofern kein Ruhe- oder Versorgungsgenuss oder ein Anspruch auf Arbeitslosengeld nach dem Arbeitslosenversicherungsgesetz besteht. Dies betrifft im Wesentlichen Bundes- und Landesbeamte, für die der Dienstgeber keine Beiträge in die Arbeitslosenversicherung einzahlt. 
Überbrückungshilfe wird vom Arbeitsmarktservice nach dem Überbrückungshilfegesetz analog zum Arbeitslosengeld ausbezahlt, wobei die Dienstverhältnisse so zu behandeln sind, als wären sie arbeitslosenversicherungspflichtig gewesen. Höhe und Dauer werden auch entsprechend dem Arbeitslosengeld berechnet, ebenso wie die Erweiterte Überbrückungshilfe analog zur Notstandshilfe und die Besondere Überbrückungshilfe analog zum Übergangsgeld ausbezahlt wird.
Anspruch auf Überbrückungshilfe haben unter Umständen auch Personen, die in einem Dienstverhältnis zu einem staatsnahen Fonds, Stiftung oder Anstalt standen. Genau wie bei den Landesbediensteten bevorschusst der Bund nur die Leistung und bekommt die Kosten von den ehemaligen Dienstgebern ersetzt.

## Corona-Hilfen in Deutschland
Als Überbrückungshilfe wurden auch Wirtschaftshilfen bezeichnet, die in Deutschland im Rahmen der Corona-Pandemie ab Ende 2020 gewährt wurden, siehe auch Wirtschaftskrise 2020#Maßnahmen der Wirtschaftspolitik. So legte das Bundesministerium für Wirtschaft und Energie die Überbrückungshilfe II auf, die bei coronabedingten Umsatzrückgängen für Unternehmen und Soloselbstständige die Fördermonate September bis Dezember 2020 umfasste. Diese Hilfen wurden als Überbrückungshilfe III bzw. III plus für Jahr 2021 sowie als Überbrückungshilfe IV für das erste Halbjahr 2022 fortgeführt.